# Isolotto (Firenze)
L'Isolotto è un rione di Firenze, amministrativamente ricompreso nel quartiere 4. È collocato nella periferia sud-occidentale di Firenze (pur trovandosi a una latitudine media leggermente superiore o uguale a quella del centro storico).
La zona dell'Isolotto e dei borghi antichi nelle vicinanze anticamente ospitava case rurali, prevalentemente disposte lungo via Pisana, ed ebbe uno sviluppo già nei primi anni del XIX secolo per l'insediamento di industrie - oggi chiuse - delle maioliche, delle fonderie e delle officine. Negli anni venti del XX secolo tali aree si svilupparono e vennero costruite abitazioni per i ceti popolari, mentre l'Isolotto come è oggi venne edificato dall'I.N.A. casa, subito dopo la seconda guerra mondiale. Il 6 novembre 1954 il sindaco Giorgio La Pira, insieme al cardinale Elia Dalla Costa, consegnò le chiavi di casa a quasi mille famiglie in una zona che un tempo era terra di orti e campi.

## Storia

### Nascita ed edificazione
Il quartiere dell'Isolotto, denominato anche "nuova unità residenziale di Palazzo dei Diavoli", fu programmato nel secondo semestre del 1950 e realizzato nell'ambito del primo piano settennale della gestione Ina-casa. Quell'anno infatti il sindaco di Firenze Fabiani ottenne lo stanziamento da Roma per edificare uno dei quartieri previsti dal piano INA-Casa (legge Fanfani del 1949).

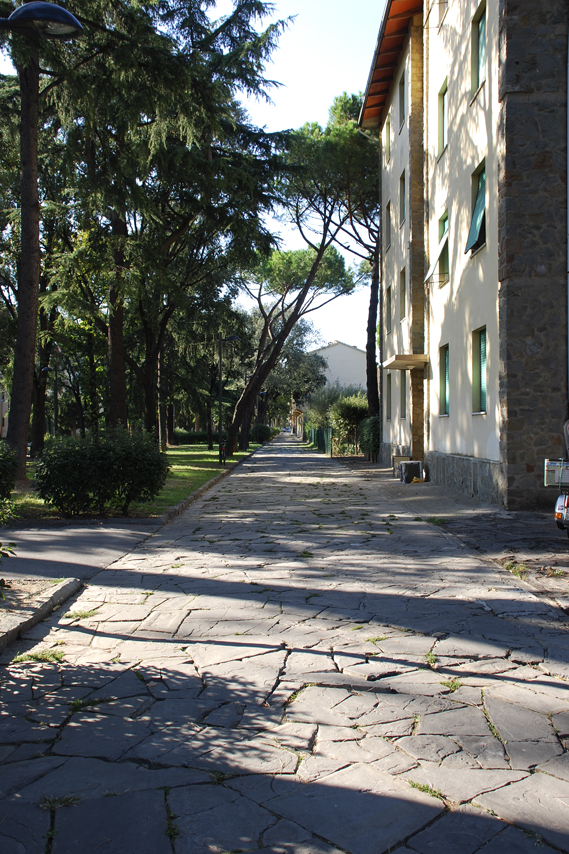
Viale dei Bambini: tipico vialetto alberato dell'Isolotto.

La scelta della localizzazione fu determinata da vari fattori: in primo luogo, la possibilità di espropriare terreni privati adiacenti a un'area di circa 5 ha. già di proprietà del Comune, occupata dall'ex lazzaretto, e in secondo luogo l'inaccessibilità economica delle aree già urbanizzate i cui costi, allineati con quelli di mercato, risultavano eccessivamente elevati.
Lo scarso valore fondiario dell'area, posta in prossimità dell'Arno, era dovuto oltre che alla sua posizione relativamente periferica, anche alle condizioni ambientali in cui l'area si trovava a causa della quota depressa del terreno, delle vaste escavazioni in atto e della consistente presenza di depositi di spazzatura. Inoltre, per la mancanza totale di servizi e la pessima condizione delle poche strade esistenti, quest'area si configurava come un vero e proprio arto atrofizzato da rivitalizzare per consentire un più organico sviluppo della città in espansione.
Partendo da questi presupposti il progetto del nuovo quartiere dell'Isolotto viene concepito secondo i criteri del "quartiere autosufficiente", che costituì una vera e propria scelta strategica da parte dell'Ina-casa.

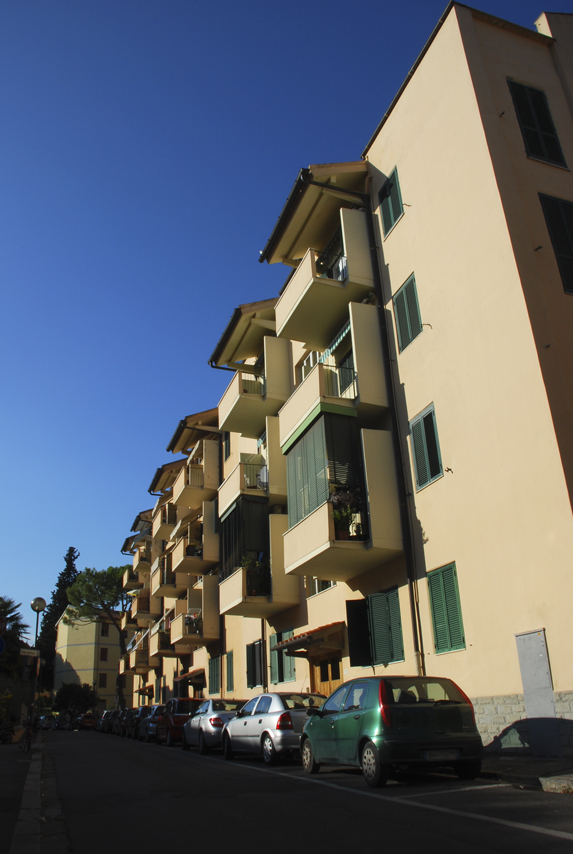
Edificio in via degli Agrifogli, all'Isolotto.

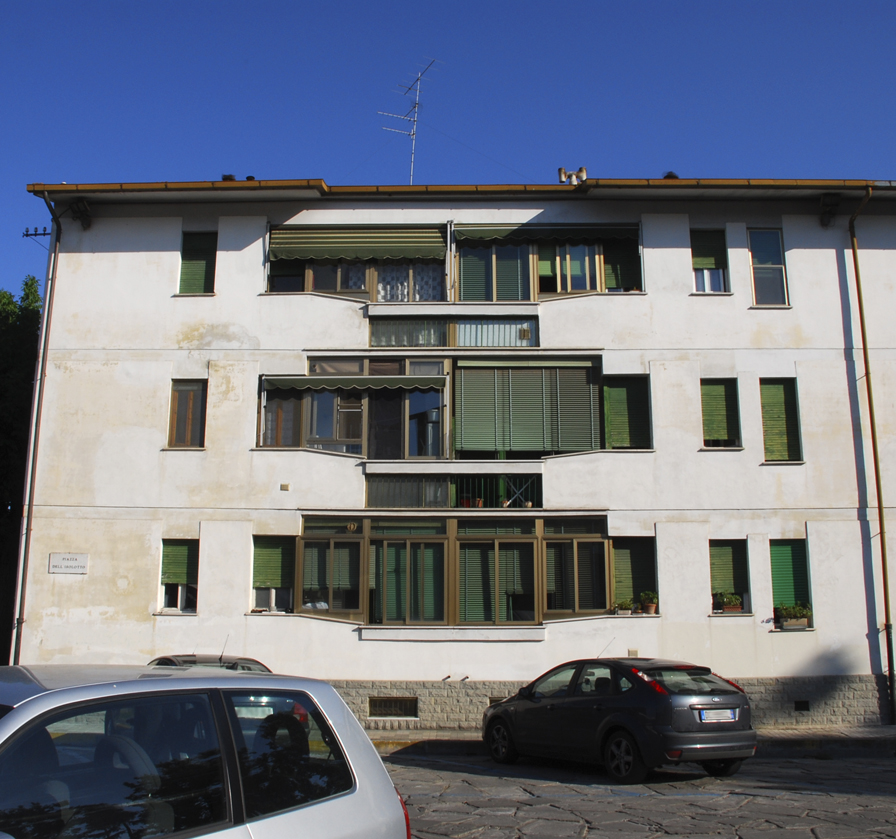
Facciata di un edificio in piazza dell'Isolotto.

L'elaborazione teorica posta a supporto di tale scelta traeva i propri modelli culturali di riferimento soprattutto dalla tradizione dei paesi scandinavi dove sono stati edificati quartieri residenziali a edilizia estensiva, caratterizzati da basse densità edilizie e da una rilevante presenza di verde, dove venivano applicati standard ottimali per garantire un equo rapporto tra offerta di servizi e numero di abitanti insediati.
Il progetto del piano dell'Isolotto, pur tenendo conto delle linee direttrici generali dello sviluppo urbano, viene attuato in assenza di un piano regolatore generale di riferimento, che all'epoca si trova ancora in fase di studio.
Nel 1950 l'Ina-casa, in accordo con il Comune, affidò il progetto di massima a un gruppo di architetti toscani costituito da Sirio Pastorini, Mario Pellegrini, Ferdinando Poggi e Francesco Tiezzi che lavorano in collaborazione con i tecnici comunali Burci e Alessandro Giuntoli.
Nel 1951 venne compilato il progetto urbanistico del quartiere e studiati i primi quattro lotti. I principi programmatici del piano sono presentati da Giovanni Astengo sulla rivista "Urbanistica" (n. 7), pubblicata nello stesso anno. Nel maggio 1952 venne preso possesso dell'area, con l'esproprio di 47 proprietari ed a luglio aprirono i cantieri.
Successivamente, intervennero nella progettazione anche Bellucci, Enrico Del Debbio, Di Castro, Raffaello Fagnoni, Gambassi, Italo Gamberini, Giovanni Michelucci, Pagani e Giuseppe Vaccaro. In particolare sarebbe da attribuire alla mano di Michelucci il progetto relativo a quattro edifici presentato nel giugno del 1959, come testimonia una lettera conservata presso la Fondazione Michelucci di Fiesole.
Nel 1954 era terminata la parte più consistente: 1005 appartamenti, di cui 744 furono consegnati con una cerimonia ufficiale il 6 novembre 1954, gli altri a scaglioni fino al 1960, per un totale di 1450 appartamenti.
Come si apprende da un articolo pubblicato nella rassegna del Comune dell'ottobre del 1960, a quella data erano già stati costruiti il Centro di quartiere con la chiesa e le attività commerciali, la scuola e il Centro Sociale nell'area della Montagnola, a monte della via di Mortuli, e contemporaneamente è portato a termine anche il programma relativo alle abitazioni.

### Primi anni Sessanta
Domenica 3 marzo 1963 fu inaugurata la "passerella" a campata unica che collega il quartiere col parco delle Cascine e con le aree di Rifredi-Novoli, sedi di importanti centri direzionali e industriali oltre che di vaste zone residenziali.

### L'alluvione
Il 4 novembre 1966 esondò l'Arno. L'Isolotto venne sommerso solo parzialmente ed il Lungarno dei Pioppi non fu alluvionato in quanto questa parte dell'argine del fiume Arno è tutt'oggi più alta di quella del Parco delle Cascine, ma restò comunque isolato dal resto della città. Si organizzò immediatamente un Comitato di soccorso che portò candele e fiaschi di acqua potabile nelle case, e aiuti negli altri quartieri. Il Comitato fu riconosciuto dal Comune. In seguito il Comitato si occupa della situazione degli alluvionati. Seguirono le pratiche per i risarcimenti, i lavori di recupero, e le nuove sistemazioni. 28 famiglie occuparono alcune palazzine ancora sfitte nel quartiere.

### L'Isolotto oggi
Oggi l'Isolotto è uno dei quartieri a bassa densità di popolazione più verdi di Firenze in quanto fu a suo tempo progettato a "misura di famiglia". Nelle vicinanze sono presenti infrastrutture moderne tra le quali la nuova tramvia fiorentina (linea 1), molti centri commerciali e importanti comunicazioni viarie ed autostradali come la S.G.C. per Pisa e Livorno, attraverso la quale si accede al casello dell'Autostrada A1 (Autosole) di Scandicci e il Viadotto dell'Indiano, con cui si può raggiungere l'autostrada A11 e l'aeroporto Amerigo Vespucci dove si arresta la linea 2 della tramvia.

## Urbanistica

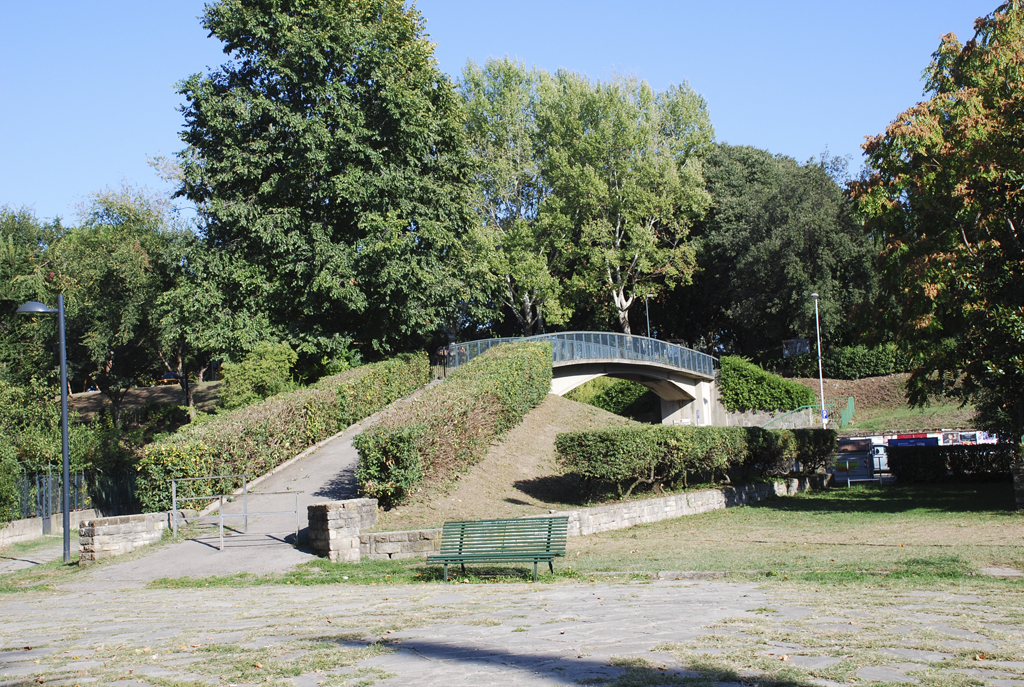
Ponte pedonale della Montagnola, all'Isolotto.

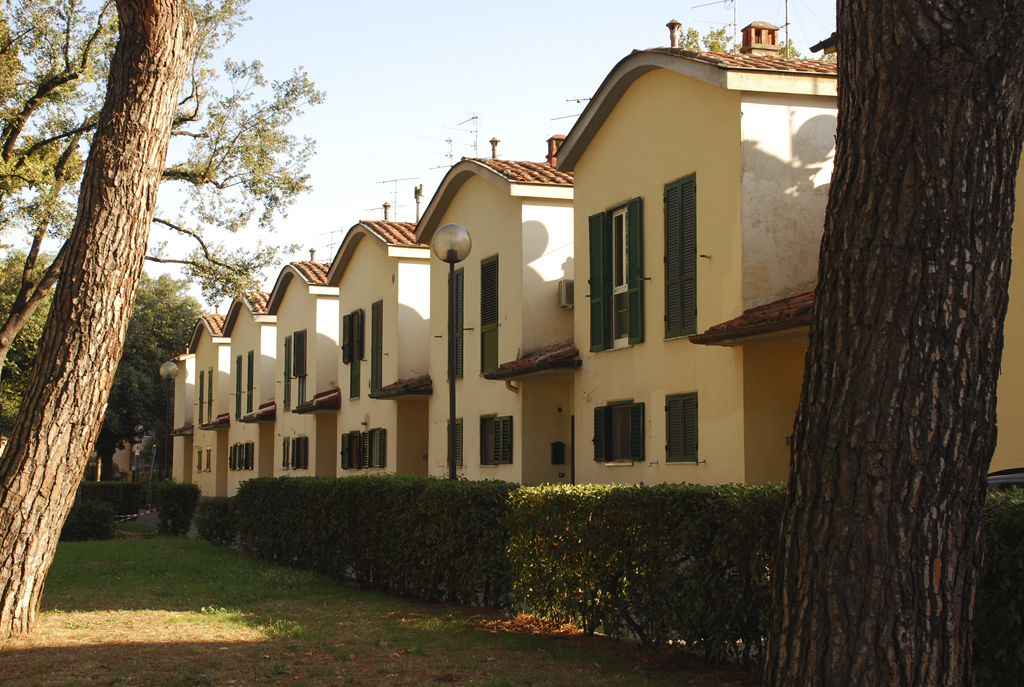
Case a schiera sul viale dei Pini, all'Isolotto.

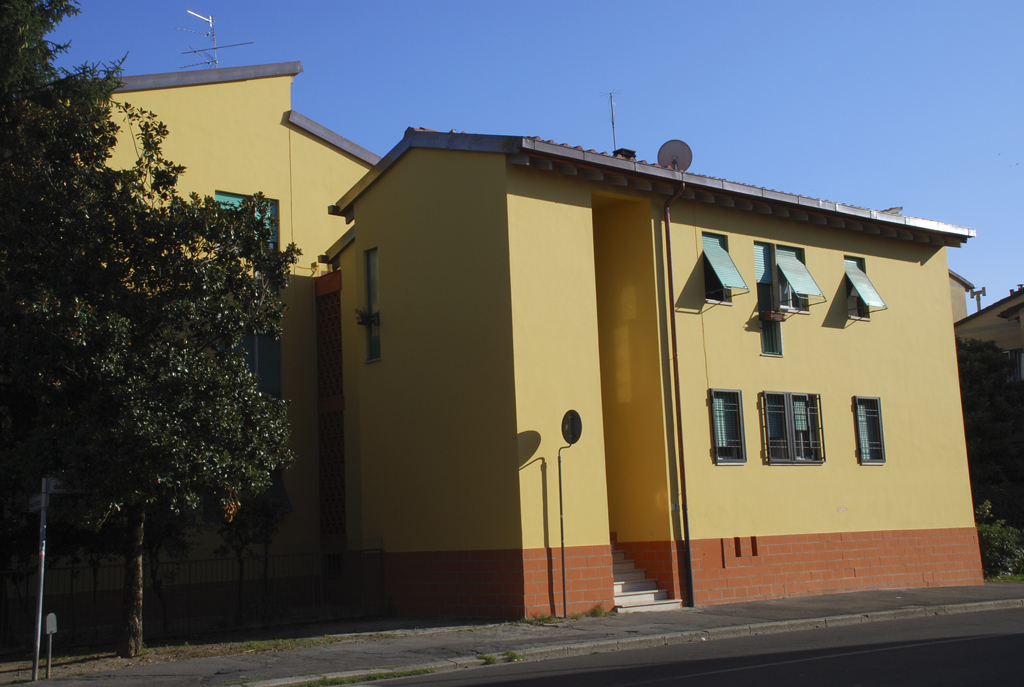
Edificio nel viale delle Magnolie, all'Isolotto.

Il quartiere sorge sulla riva sinistra dell'Arno, di fronte al Parco delle Cascine, inserendosi fra il prolungamento del Lungarno del Pignone e la via del Palazzo dei Diavoli, per una lunghezza di circa 800 metri a valle della via di Mortuli.
Complessivamente la sua superficie è di oltre 60 ettari, delimitata a nord dal Lungarno dei Pioppi, a sud dalla via Canova e a ovest da via Pio Fedi, mentre verso est il quartiere è completato dal rilievo collinare della Montagnola.
I suggerimenti offerti dall'antistante parco delle Cascine confluiscono nell'immagine di questa realtà urbana che viene così a configurarsi come un episodio a sé stante che da un lato si salda con il tessuto consolidato della città storica e contemporaneamente dall'altro costituisce un filtro nei confronti delle espansioni periferiche di epoca più recente.
Il complesso residenziale dell'Isolotto costituisce ancora oggi un esempio paradigmatico tra i quartieri di edilizia pubblica a Firenze. Esso riflette, infatti, tutte le caratteristiche di un progetto urbanistico completo alla scala di quartiere. Il tracciato planimetrico sul quale sorge il quartiere dell'Isolotto si presta, per i suoi caratteri unitari, a una lettura coerente dalla quale è possibile estrapolare i motivi conduttori che controllano tutta l'idea progettuale.
Le costanti che ricorrono nell'organizzazione dello spazio sono riconducibili ad alcuni schemi di base come la separazione dei percorsi carrabili, l'uso di una viabilità distributiva capillare, la differenziazione del verde, l'utilizzo di tipologie estremamente diversificate, ma comunque abbastanza basse e disposte estensivamente.
La strutturazione dell'intero complesso è affidata principalmente all'articolazione gerarchica degli spazi verdi, pensati in funzione dei diversi gradi di aggregazione sociale. È possibile così individuare tre dimensioni distinte: una prima tra casa e casa, a carattere sia privato che semicollettivo; una seconda, collegata alla prima, relativa alla vita di un intero lotto e raccordata a sua volta a un'area di penetrazione a verde collettivo che costituisce il parco del quartiere. Questo, attraversando in senso trasversale e longitudinale l'intero insediamento, costituisce il luogo delle relazioni sociali dove si trovano i servizi e le attrezzature a supporto della funzione residenziale.
Lungo l'asse nord-sud di questa area di penetrazione a verde, che mette in comunicazione la riva dell'Arno con la Statale per Pisa-Livorno, si localizza il centro di quartiere comprendente la chiesa, il mercato, gli uffici e i negozi. Ortogonalmente a questo si sviluppa un secondo asse che partendo dall'estremità ovest del complesso lo attraversa tutto concludendosi in una sorta di polmone verde che accoglie le attrezzature scolastiche e sportive formando un'area- cuscinetto posta a ricucitura con il tessuto urbano consolidato.
La distribuzione spaziale dei lotti definisce una trama viaria complessa e articolata basata sulla separazione fra percorsi pedonali e carrabili. La viabilità carrabile a servizio di ogni singolo lotto non interferisce con il traffico alla scala di quartiere, sfruttando il principio della strada a fondo chiuso.
La disposizione dei corpi degli edifici non segue uno schema precostituito; i vari fabbricati sono aggregati liberamente a formare unità di vicinato caratterizzate, a livello di impianto, dalla varietà delle soluzioni distributive.
La stessa varietà si ritrova nelle tipologie edilizie che contemplano edifici plurifamiliari, con un massimo di quattro appartamenti per piano, e unifamiliari, su due piani, isolati o a schiera. I blocchi plurifamiliari non superano i quattro piani fuori terra a eccezione delle quattro torri antistanti la piazza centrale del mercato. Queste, orientate verso l'Arno, si elevano su sei piani costituendo a distanza il segnale visivo dell'intero quartiere. Emergono inoltre, dal variegato contesto edilizio, alcune tipologie maggiormente caratterizzate come le case a ballatoio dei due settori centrali e il cosiddetto "serpente" posto a testata del quartiere verso est. Le forme più complesse sono invece concentrate nel settore nord-ovest realizzato per ultimo.
L'estrema diversificazione tipologica qui presente non impedisce tuttavia l'omogeneità dei caratteri edilizi, riconducibili al filone dell'architettura spontanea italiana.

## Biblioteca dell'Isolotto

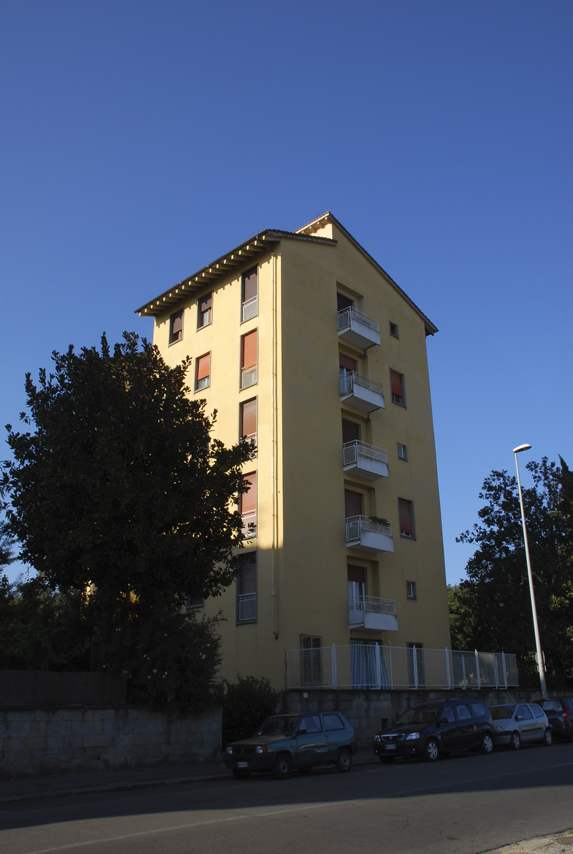
Torre sulla piazza dell'Isolotto.

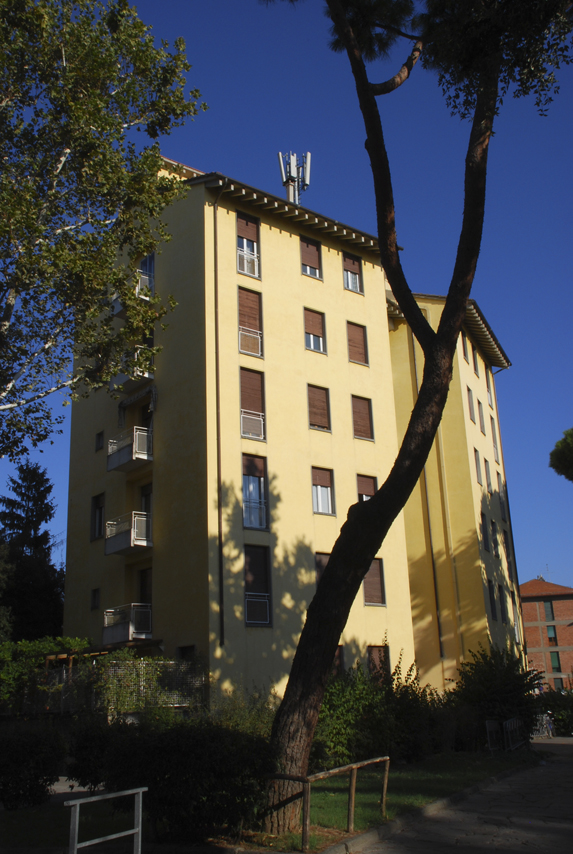
Edificio sul viale dei Pini, all'Isolotto.

La biblioteca dell'Isolotto nacque insieme alla Scuola Elementare "la Montagnola" ed il suo primo insediamento fu dove oggi è situato l'asilo nido. A fine degli anni sessanta fu costruito, nel viale dei Pini, un prefabbricato, adibito a nuova sede della biblioteca. Successivamente la biblioteca si è allargata dotandosi di un grande giardino (area antistante adibita a verde pubblico) dove gli studenti e lettori potevano accedere liberamente durante tutti i giorni anche fino a tarda sera.
La biblioteca era stata intitolata al maestro elementare Luciano Gori e fu in attività fino alla fine del 2008, per essere successivamente trasferita nella nuova sede costruita in via A. Canova (angolo via Chiusi), nel rione dell'Argingrosso.
Dopo un anno di chiusura nel dicembre 2009 la biblioteca ha riaperto i suoi servizi per la cittadinanza col nuovo nome di "BiblioteCaNova Isolotto", sottolineando in tal modo la nuova collocazione (nei pressi di via Canova), la novità di questo spazio (Nova) e la forte continuità con una storia di radicamento nel territorio.
BiblioteCaNova si trova all'interno del Centro Culturale che comprende anche la ludoteca e lo spazio giovani e musica. Tuttavia il nuovo complesso, sebbene servito da 4 linee di autobus, è molto distante del rione dell'Isolotto, che, quindi, è rimasto sprovvisto di uno dei centri di aggregazione più importanti.

## Architetture
Le aree di maggior interesse sono:
- La piazza dell'Isolotto, luogo del mercato;
- La chiesa Parrocchiale dedicata alla Beata Vergine Maria Madre delle Grazie;
- L'antica via del Palazzo dei Diavoli, con interessanti monumenti architettonici antichi come l'omonimo  palagio  trecentesco degli Alberti o il Palazzo dei Mannelli (XIV secolo) poi Bonsi;
- Il circolo dei pensionati, detto Le baracche verdi, che un tempo ospitava le scuole elementari;
- La Montagnola, collinetta dove attualmente si trovano un grande giardino, le scuole elementari, materna ed un asilo nido;
- La biblioteca dell'Isolotto;
- Il Teatro La Fiaba;
- La passerella pedonale che collega piazza dell'Isolotto con il Parco delle Cascine, inaugurata dal sindaco Giorgio la Pira il 3 marzo 1963;
- Il parco pubblico sulla riva sinistra dell'Arno, che costeggia il Lungarno dei Pioppi;
- Villa Vogel, afferente al rione Le Torri e sede degli uffici del quartiere 4 antistanti all'omonimo parco che si estende su circa 10 ettari;
- L'area ex-Campolmi, anch'essa come la precedente all'interno del borgo Le Torri, che ospita un edificio industriale di grande valore storico;
- Il Centro Commerciale Le Torri, di Mario Botta e Alberto Ortona, che tuttavia non fa parte dell'Isolotto ma è all'interno del rione dell'Argingrosso.

Dalla disposizione dei vari elementi urbanistici presenti nella zona si può notare che i modelli ispiratori furono i quartieri-giardino britannici, anche se in scala ridotta; gli spazi pubblici della collettività (chiese e scuole) si alternano ritmicamente ad aree private.
Fra i vari architetti che elaborarono il progetto, si possono ricordare Raffaello Fagnoni, Giovanni Michelucci, Sirio Pastorini ed Italo Gamberini. Fra le strutture è da ricordare la piazza dell'Isolotto, centro del quartiere, e la scuola elementare, opera di Francesco Tiezzi.

## Fortuna critica del progetto urbanistico
Criticato per la non sempre eccelsa qualità delle abitazioni realizzate, per gli alti costi di manutenzione e per il tono talvolta dimesso dell'architettura, la cultura urbanistica più recente ha comunque rivalutato questa esperienza riconoscendone soprattutto i valori sociali che si riflettono nell'organizzazione dello spazio. È questo l'aspetto evidenziato anche da Giovanni Astengo nell'articolo pubblicato su "Urbanistica" n.7 dove, in una disamina più ampia sui quartieri Ina-casa del primo settennio, l'Isolotto è ascritto tra gli esempi più significativi della corrente urbanistica "organico-sociale".